# Ela Collins

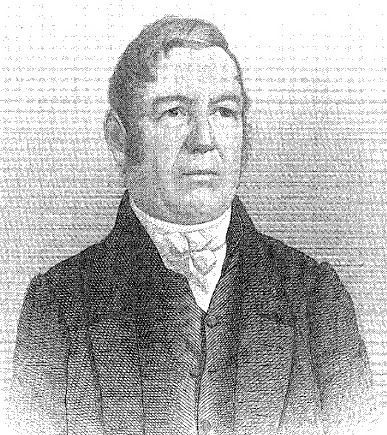
Ela Collins

Ela Collins (* 14. Februar 1786 in Meriden, Connecticut; † 23. November 1848 in Lowville, New York) war ein US-amerikanischer Jurist und Politiker. Zwischen 1823 und 1825 vertrat er den Bundesstaat New York im US-Repräsentantenhaus. Der Kongressabgeordnete William Collins war sein Sohn.

## Werdegang
Ela Collins wurde ungefähr zweieinhalb Jahre nach dem Ende des Amerikanischen Unabhängigkeitskrieges im New Haven County geboren. Er besuchte die Clinton Academy. Collins studierte Jura. Nach dem Erhalt seiner Zulassung als Anwalt begann er 1807 in Lowville zu praktizieren. Er saß 1815 in der New York State Assembly. Zwischen 1815 und 1818 war er Bezirksstaatsanwalt von den Counties Lewis, Jefferson und St. Lawrence sowie vom 11. Juni 1818 bis zum 24. März 1840 vom Lewis County. Er nahm 1821 als Delegierter an der Verfassunggebenden Versammlung von New York teil.
Als Folge einer Zersplitterung der Demokratisch-Republikanischen Partei vor und während der Präsidentschaft von John Quincy Adams (1825–1829) schloss er sich der Crawford-Fraktion an. Bei den Kongresswahlen des Jahres 1822 für den 18. Kongress wurde Collins im 20. Wahlbezirk von New York in das US-Repräsentantenhaus in Washington, D.C. gewählt, wo er am 4. März 1823 die Nachfolge von David Woodcock und William B. Rochester antrat. Er schied nach dem 3. März 1825 aus dem Kongress aus.
Nach seiner Kongresszeit nahm er wieder seine Tätigkeit als Anwalt auf. Er verstarb am 23. November 1848 in Lowville im Lewis County und wurde dann auf dem Jackson Street Cemetery beigesetzt.